# Wrong Side of Town
Thị trấn bạo lực (tựa tiếng Anh: Wrong Side of Town) là một bộ phim hành động, tâm lý năm 2010 của Mỹ do David DeFalco làm đạo diễn kiêm biên kịch và sản xuất. Phim có sự tham gia của hai đô vật chuyên nghiệp Mỹ Rob Van Dam và Dave Batista, mác phim chính thức là Who wants to die first (dịch tiếng Việt: Ai muốn chết trước).

## Nội dung
Do vô tình ngộ sát một thanh niên côn đồ nên Bobby Kalinowski bị tên trùm xã hội đen Seth Bordas - bố của thanh niên đó ra lệnh cho hàng chục thuộc hạ của hắn truy đuổi và thanh toán. Trước kia Bobby từng là lính Thủy quân lục chiến trong quân đội Mỹ nên giờ đây anh ta đã có sẵn võ công cao cường với tinh thần dũng cảm, anh ta sẽ cố gắng chống lại bọn xã hội đen, Bobby cũng đi nhờ Big Ronnie - một tay giang hồ khét tiếng thân thiết với mình để giúp đỡ mình đánh bại bọn xã hội đen.

## Diễn viên
- Rob Van Dam – Bobby Kalinowski
- Dave Batista – Big Ronnie (B.R.)
- Marrese Crump – Markus
- Jerry Katz – Seth Bordas
- Brooke Frost – Brianna
- Edrick Browne – Clay Freeman
- Lara Grice – Dawn Kalinowski
- Ava Santana – Elise Freeman
- Ja Rule – Razor
- Cedric Burton – Gangster
- Ross Britz – Ethan Bordas
- David DeFalco - Demon
- Nelson Frazier, Jr. – Animal
- Randal Reeder – Trouble
- Louis Herthum – Briggs
- Sam Medina – Latino Gang Leader
- David Jansen – Cab Driver
- J. Omar Castro – Cop
- Damon Lipari – Nicky
- Anthony Michael Frederick – Detective Hernandez
- Gabriela Ostos-Tamez – Susan
- Omarion – Stash